# Partido de la Unidad Siria
El partido de la Unidad Siria fue creado por emigrantes sirios en El Cairo a fines de 1918. Sus fundadores incluyeron signatarios del memorándum que resultó en la Declaración a los Siete y personas previamente relacionadas con el Partido Otomano para la Descentralización Administrativa. En agosto de 1921, el partido organizó el Congreso sirio-palestino en Ginebra con el fin de influir en los términos del mandato propuesto de la Liga de las Naciones sobre la región.

## Miembros y plataforma
- Michel Lutfallah;
- Rashid Rida;
- Rafiq al-Azm;
- Haqqi al-Azm;
- Abd al-rahman Shahbandar;
- Khaled al-Hakim;
- Sheikh Kamal al-Qassab;
- Salim Sarkis;
- Iskander 'Ammun;
- Muhibb al-Alboroto al-Khatib;

La plataforma de partido declaró:

1. Siria, en su integridad territorial y en su unidad nacional, se extenderá desde las montañas Taurus en el norte, hasta los ríos Jabur y Éufrates en el este, hasta el desierto de Arabia y Mada'in Salih en el sur, y el Mar Rojo, la frontera Aqaba-Rafah y el mar Mediterráneo en el oeste.
2. Siria disfrutará de una independencia absoluta garantizada por la Liga de las Naciones, que también garantizará su constitución sin perjudicar su independencia.

## Contexto
Antes de la guerra, El Cairo era un centro de actividad para el movimiento de independencia árabe en desarrollo, su atmósfera permisiva y la comunidad de emigrados sirios era un imán para los exiliados políticos.
El 23 de octubre de 1918 siguiendo la Campaña del Sinaí y Palestina de la Primera Guerra Mundial, la Administración de Territorio de Enemigo Ocupado fue establecida sobre las provincias del Levante del anterior Imperio Otomano. Previamente, el 1 de octubre de 1918, el general Allenby fue autorizado para permitir el izado de la bandera árabe en Damasco.
La escena política en Damasco estuvo dominada por tres organizaciones, al-Nadi al-'Arabi (el club árabe con fuertes conexiones palestinas), Hizbal-Istiqlal al-'Arabi (el partido de independencia árabe conectado a al-Fatat) y Al-'Ahd (una asociación de oficiales dirigida por iraquíes).
Se anunció un gobierno árabe el 5 de octubre de 1918 y obtuvo la independencia de facto después de la retirada de las fuerzas británicas el 26 de noviembre de 1919. El Reino Árabe Unido de Siria era un estado no reconocido proclamado como reino el 8 de marzo de 1920 y existió hasta el 25 de julio de 1920. Durante su breve existencia, el reino fue dirigido por el hijo de Sharif Husayn ibn Ali, Fáysal I de Irak. A pesar de sus reclamos sobre el territorio de la Gran Siria, el gobierno de Faysal controlaba un área limitada y dependía de Gran Bretaña que, junto con Francia, generalmente se opuso a la idea de una Gran Siria y se negó a reconocer el reino. El reino se rindió a las fuerzas francesas el 25 de julio de 1920.